# Winnebach
Winnebach (Italiaans: Prato alla Drava) is een plaats (frazione) in de Italiaanse gemeente Innichen.